# Patrick Bernhardt
Patrick Bernhardt (* 11. Juli 1951 in Jarville, Département Meurthe-et-Moselle) ist ein ehemaliger französischer Fußballtorwart.

## Karriere
Bernhardt begann mit dem Fußballspielen bei einem lokalen Verein in seinem Geburtsort Jarville nahe Nancy. Er wurde durch Talentscouts der AS Nancy entdeckt und 1967 für die Jugendmannschaft des Klubs verpflichtet. 1972 rückte er zur selben Zeit wie Michel Platini in die Profimannschaft auf. Dort war er hinter Jean-Michel Fouché und Gilbert Conrath zwar lediglich als dritter Torwart vorgesehen, bestritt in seiner ersten Saison aber dennoch drei Einsätze in der ersten Liga. Dem folgte die Saison 1973/74 ohne einen einzigen Einsatz, sodass Bernhardt den Abstieg in die zweite Liga nicht verhindern konnte. Er profitierte gleichzeitig vom Wechsel des Stammtorwarts Fouché zu Red Star Paris und war für die nachfolgende Saison als erster Torwart vorgesehen. In dieser Spielzeit verpasste er kein Spiel und konnte darüber hinaus den Wiederaufstieg in die erste Liga feiern. Trotz seiner guten Leistungen in der Vorsaison wurde er nach dem vierten Spieltag durch Jean-Michel Moutier ersetzt, nachdem die Spielzeit mit zwölf Gegentoren in vier Spielen für ihn schlecht begonnen hatte. 
Weil er mit seiner Rolle als zweiter Torwart nicht zufrieden war, entschied er sich 1976 am Ende der Saison für einen Wechsel zum Zweitligaaufsteiger Amicale Lucé. In Lucé war er als Stammtorwart gesetzt und spielte in seinem ersten Jahr mit dem Team lange Zeit um den Aufstieg mit. Er absolvierte zwei weitere solide Spielzeiten und hielt die Mannschaft in der zweiten Liga. 1979 entschied er sich für eine Rückkehr zu Nancy, wo er sich erneut mit der Rolle des Ersatzkeepers begnügen musste. Er kam auf fünf weitere Erstligaeinsätze, die seine letzten waren, da er sich 1980 nach 13 Erstligapartien und 121 Zweitligapartien für das Ende seiner Profilaufbahn entschied. Im selben Jahr ging er erneut nach Lucé und trat mit dem in die Drittklassigkeit abgestiegenen Verein im Amateurfußball an. Vier Jahre lang blieb er Stammtorwart und übernahm dazu die Verantwortung als Trainer der Mannschaft, bevor er 1984 das Fußballspielen endgültig aufgab. Im Anschluss an sein Karriereende war er langjähriger Leiter der Jugendabteilung der AS Nancy.